# Ordine di Distinzione
L'Ordine di Distinzione (Order of Distinction in Lingua inglese) è un ordine cavalleresco della Giamaica.

## Storia
L'Ordine è stato fondato nel 1968.

## Classi
L'Ordine dispone delle seguenti classi di benemerenza che danno diritto a dei postnominali qui indicati tra parentesi:
- Commendatore (CD)
- Ufficiale (OD)

## Insigniti notabili

### Ufficiale

#### Musica
- Alton Ellis
- Judy Mowatt

### Commendatore

#### A
- M. H. Ahmad
- Monty Alexander
- Patrick Allen (governor-general)
- Bob Andy
- Peter Ashbourne
- Alia Atkinson

#### B
- Aston "Family Man" Barrett
- Cecil Baugh
- Enid Bennett (politico)
- Usain Bolt
- Sonny Bradshaw
- Dennis Brown
- Ralph Brown (politico)

#### C
- Veronica Campbell Brown
- Pearnel Charles
- Carolyn Cooper
- Tommy Cowan
- Custos rotulorum

#### D
- R. James deRoux
- Phyllis Dillon
- Coxsone Dodd[1];
- Daphne Douglas
- Charles Dufour
- Migonette Patricia Durrant

#### E
- Herbert Eldemire
- Fae Ellington

#### F
- Fabulous Five Inc.
- Garth Fagan
- Fenton Ferguson
- Shelly-Ann Fraser-Pryce

#### G
- Neville Eden Gallimore
- Marcia Gilbert-Roberts
- Mavis Gilmour
- Florizel Glasspole
- Lorna Goodison
- Olivia Grange
- Marcia Griffiths
- Jackie Guy

#### H
- Tony Hart (businessman)
- S. U. Hastings
- Deon Hemmings
- Maxine Henry-Wilson
- Mike Henry (politico)
- John Holt
- Rose Hudson-Wilkin
- Rita Humphries-Lewin

#### I
- Barrington Irving

#### J
- Shericka Jackson

#### L
- Byron Lee
- Dorothy Lightbourne
- Paula Llewellyn

#### M
- Syringa Marshall-Burnett
- Derrick McKoy
- Rocky Ricardo Meade
- Count Prince Miller
- Shirley Miller
- Seymour Mullings
- Mutabaruka

#### P
- Asafa Powell
- Lee Perry[2]

#### Q
- Don Quarrie

#### R
- Duke Reid[1];
- Molly Rhone
- Trevor Rhone
- Kenneth Richards (vescovo)
- Joyce Robinson

#### S
- Douglas Saunders
- Shaggy
- Audley Shaw
- Khadija Shaw
- Madge Sinclair
- Millie Small
- Ransford Smith
- Adam Stewart (business executive)
- Butch Stewart

#### T
- Tom Tavares-Finson
- Elaine Thompson-Herah

#### W
- Everald Warmington
- Barrington Watson
- Basil Watson
- Antonette Wemyss Gorman
- Marjorie Whylie
- Delroy Wilson

## Insegne
- Il nastro è verde con bordi gialli e neri e con al centro tre strisce gialle.